# Banco da Finlândia
O Banco da Finlândia (em finlandês:  Suomen Pankki, em sueco:  Finlands Bank) é o banco central da Finlândia. É o quarto banco central mais antigo do mundo.

## História

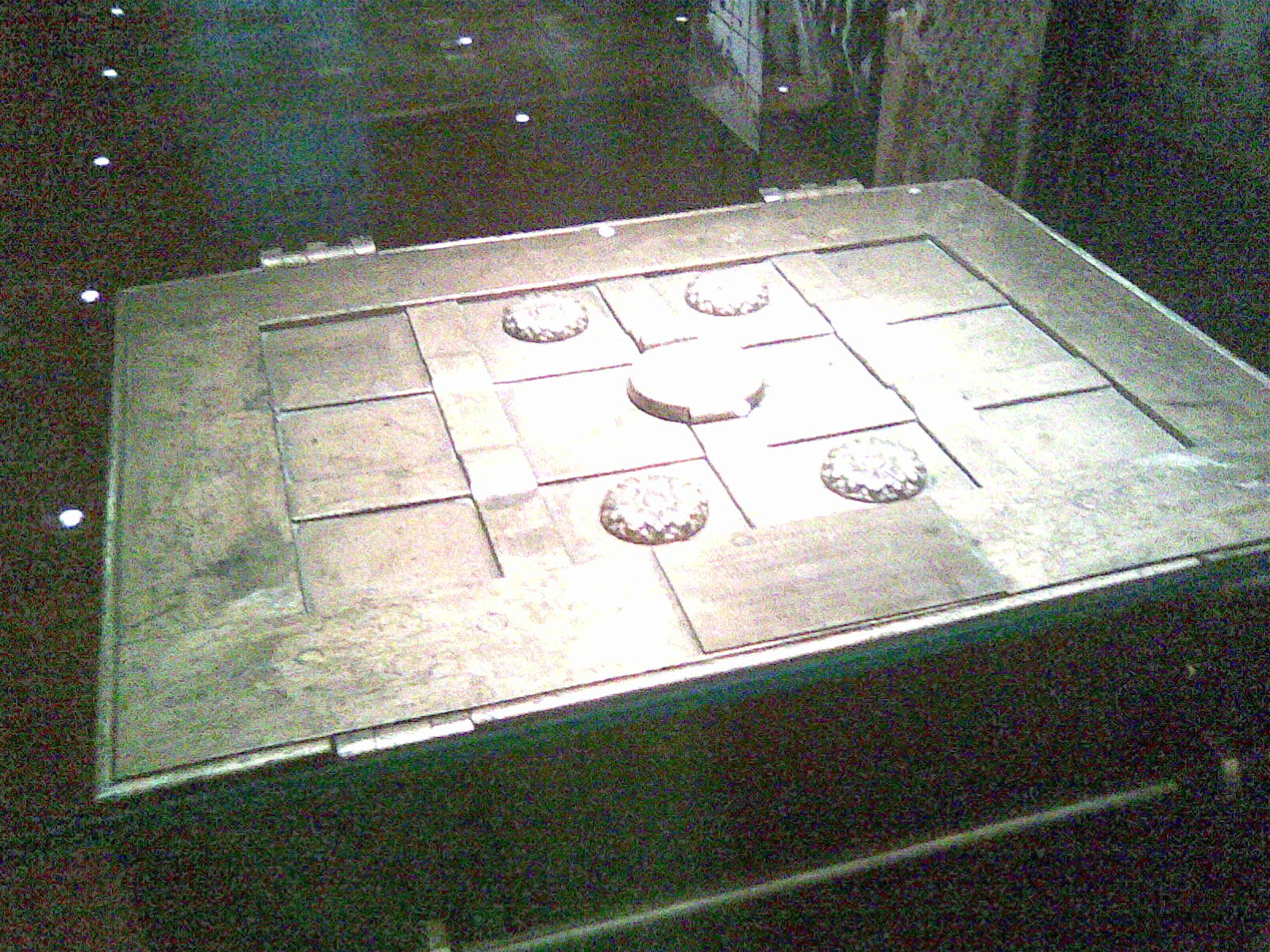
Caixa forte do Banco da Finlândia, que se mudou para Helsinque com o banco quando ele se mudou de Turku

O Banco da Finlândia foi estabelecido em 1 de março de 1812 na cidade de Turku por Alexandre I da Rússia. Em 1819, foi transferido para Helsinque. O Banco criou e regulamentou o Markka finlandês até que a Finlândia adotou o euro em 1999.

## Funções e propriedade
O Banco da Finlândia é o banco central da Finlândia e membro do Sistema Europeu de Bancos Centrais e do Eurosistema. É a autoridade monetária da Finlândia e é responsável pelo fornecimento de moeda e pelas reservas cambiais do país.
O Banco da Finlândia é de propriedade da República da Finlândia e governado pelo Parlamento finlandês, através do Conselho de Supervisão Parlamentar e do Conselho do banco. O Conselho é responsável pela administração do banco e pelo Conselho de Supervisão Parlamentar pela supervisão da administração e das atividades do banco e por outras tarefas estatutárias. O banco é regido pelas disposições da Lei do Banco da Finlândia, aprovada em 1998.
O banco possui filiais em Kuopio, Tampere e Oulu. O banco possui uma equipe de cerca de 380 pessoas.

## Organização
O mais alto funcionário do banco é o governador (atualmente Olli Rehn), que também preside o conselho. Os membros do Conselho em agosto de 2018 foram Olli Rehn (governador), Marja Nykänen (vice-governador) e Tuomas Välimäki.

## Governadores do Banco da Finlândia
- Claes Johan Sacklén 1812-1816
- Carl Johan Idman 1817–1820
- Otto Herman Lode 1820–1827
- Johan Gustaf Winter 1827-1841
- Carl Wilhelm Trapp 1841-1853
- Axel Ludvig Born 1853-1856
- Alex Federley 1853-1854
- Robert Trapp 1854-1856
- Frans Ivar Edelheim 1856-1858
- Wilhelm Blidberg 1858–1861
- Carl Isak Björkman 1862-1866
- Victor von Haartman 1866–1870
- Agosto Florin 1870-1875
- Gustaf Samuel von Troil 1875–1884
- Alfred Charpentier 1884–1897
- Theodor Wegelius 1898–1906
- Clas Herman von Collan 1907–1918
- Otto Stenroth 1918–1923
- August Ramsay 1923-1924
- Risto Ryti 1923-1940
- Johan Wilhelm Rangell 1943-1944
- Risto Ryti 1944-1945
- Sakari Tuomioja 1945–1955
- Rainer von Fieandt 1955–1957
- Klaus Waris 1957-1967
- Mauno Koivisto 1968-1982
- Ahti Karjalainen 1982–1983
- Rolf Kullberg 1983-1992
- Sirkka Hämäläinen 1992–1998

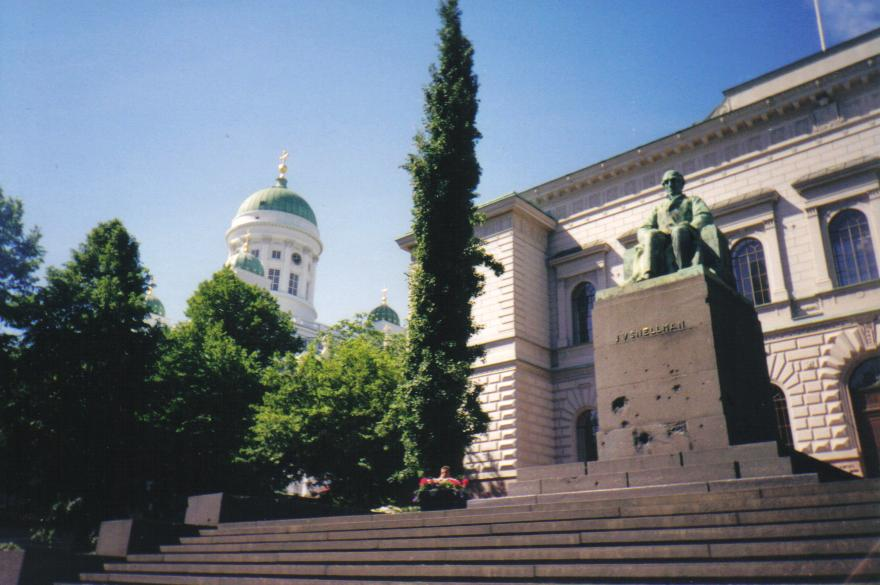
O Banco da Finlândia, Helsinque, com a estátua de Johan Vilhelm Snellman na frente

- Matti Vanhala 1998–2004 (aposentou-se cedo devido a uma doença)
- Erkki Liikanen 2004-2018
- Olli Rehn 2018-

## Membros do Conselho Fiscal do Parlamento
- Matti Vanhanen (presidente),
- Pentti Oinonen (vice-presidente)
- Olavi Ala-Nissilä
- Kalle Jokinen
- Seppo Kääriäinen
- Jutta Urpilainen
- Pia Viitanen
- Ville Vähämäki
- Ben Zyskowicz

### Presidentes
- Matti Vanhanen (2015-presente)
- Ben Zyskowicz (2011-2015)
- Timo Kalli (2008-2011)
- Seppo Kääriäinen (2007-2008)
- Mari Kiviniemi (2006-2007)
- Olavi Ala-Nissilä (2003-2006)
- Mauri Pekkarinen (2003)
- Ilkka Kanerva (1995-2003)
- Sauli Niinistö (1995)
- Pentti Mäki-Hakola (1991-1995)
- Erkki Pystynen (1990-1991)
- Mauri Miettinen (1987-1990)
- Matti Jaatinen (1979-1987)
- Harri Holkeri (1971-1979)
- Juha Rihtniemi (-1971)
- Veikko Kokkola
- Juho Niukkanen
- Erik von Frenckell